# (82157) 2001 FM185
(82157) 2001 FM185 est un objet transneptunien faisant partie des cubewanos.

## Caractéristiques
(82157) 2001 FM185 mesure environ 160 km de diamètre.

## Orbite
L'orbite de 2001 FM185 possède un demi-grand axe de 38,466 ua et une période orbitale d'environ 239 ans. Son périhélie l'amène à 36,234 ua du Soleil et son aphélie l'en éloigne de 40,698 ua.

## Découverte
(82157) 2001 FM185 a été découvert le 26 mars 2001.